# 施万
施万（德語：Schwaan，發音：[ʃvaːn] ⓘ）是德国梅克伦堡-前波美拉尼亚州罗斯托克县的城市，面积38.28平方千米，2023年12月31日人口为5,061人。